# Голяндія
«Голяндія» — пародійний антироман українського письменника Дмитра Бузька про революційні перетворення в українському селі. Уперше надрукований у журналі футуристичного угрупування «Нова ґенерація» (1929 р.), роман є класичним зразком експериментальної прози 1920–1930-х років. У так званому «романі про роман» описано життя комуни «Чайка» та «дідової Голяндії» у поєднанні з авторськими коментарями.
«Голяндія» нібито у згоді з настановою футуристів на репортажну прозу й фактажі руйнує традиційну форму роману, усталюючи себе як репрезентата «лівої прози». Дмитро Бузько «зшиває» свій «полемічний репортаж» із позичених жанрових шматків. Своїм романом Д.Бузько досяг шокового ефекту: відмовившись від основних законів художньої оповіді, він демонструє цілковиту деструкцію як самої форми роману, так і його жанрової природи. Жанр роману поєднаний з елементами репортажу з місця подій, «літературою факту». Отже, письменникові вдалося створити оригінальну пародію на твори новітньої сільської тематики.

## Історія створення
Роман «Голяндія» Д. Бузько написав у період його співробітництва з футуристичним угрупованням «Нова ґенерація» (1927-1930 рр.). Закінчення твору надруковане в №12 однойменного журналу за 1929 р. Згодом роман вийшов окремою книжкою у видавництві «Книгоспілка» у 1930 р. На довгий час він був забутий і знову виданий лише в 1991 р.
Ідея написання роману виникла наприкінці 1921 р., коли Д. Бузько їде в с. Сокільчу на Білоцерківщині (в колишній маєток магната Терещенка), де 1920 р. була створена перша в Україні комуна з романтичною назвою «Чайка». Там він «з натури» пише роман про комуну — «Голяндія», але робить це досить своєрідно. Належачи тоді до літугруповання українських футуристів «Нова ґенерація», Д. Бузько в першому номері часопису (1927р.) надрукував своєрідний «протест читача», що мав назву «Проблематична проблемність». Митець відверто виступає проти спроб письменників порушувати у своїх творах філософські та соціальні проблеми. Згадані авторські настанови відбилися й на творчій практиці письменника, зокрема й при створенні роману Голяндія. Таким чином, Д. Бузько вважав, нібито література не повинна пізнавати життя художньо, а лише будувати його «раціоналізовуючи нову психіку читачів».

## Сюжет роману
Автор розпочинає роман невеликим монологом на тему умовності роману і обіцяє читачеві шукати «фактичну, документальну правду» протягом його написання. Бузько створює низку персонажів, проте основними героями залишаються, комунівець Петро, Гафійка, панночка Тамара, дядько Юхим, комунар Павлюк, старий Клименко і сам автор, який постійно комунікує з героями для отримання матеріалу для роману (причому, цю комунікацію він описує на сторінках книжки). 
Між персонажами твору постійно відбуваються якісь обговорення: про класову нерівність, життя комуни та можливість колективізації. Центральною лінією також є історія Петра Клименка, що мав ідею вступати до аграрного університету, аж доки не виявив у собі хист до музики. Однак молодий комунівець боїться говорити комунару Павлюку про своє бажання, тому витрачає по 2 карбованці на заняття музикою у панночки Тамари. Гафійка, Петрове кохання, поступово стає йому нецікава. Комунівець вчинив дівчині образу: на пристрастях роздер її одяг, і дівчина мала так повертатися додому. Однак вона щиро впевнена, що Петро досі кохає її і чекає на розмову щодо майбутнього їх стосунків. Таким чином, на очах у глядача розгортається любовний трикутник.
Батько Тамари мріє, аби Петро допоміг його доньці стати членом профспілки. Петро розчаровується в Тамарі, думаючи, що вона прекрасна тільки коли грає на фортепіано та займається музикою. Гафійка здивована холодним ставленням Петра і вирішує прослідкувати за ним до Ходоркова. Там вона бачить, як Петро заходить до панночки, і розуміє, що тут «не тільки наука».
Петро раптом захотів провадити далі свою музичну освіту без допомоги комуни, тому радився з Тамарою, як би це зробити. Автор обговорює з місцевим вчителем Іваном Федоровичем релігійні конфесії, що наявні у селі і прагне ввести за допомогою цього інтригу в роман. 
Гафійка переймається, що якби тоді віддалася Петрові, то усе б було гаразд. Гафійка віддається некоханим чоловікам «ради самих милощів». Відбувається розмова з Петром, однак Гапфійка вже не хоче з ним приятелювати. Дід Дем'ян, що постійно розказував про чарівну Голяндію, стверджує, що її вже не буде. Справді — комуна горить. Звинувачують Гафійку ще й жінки чоловіків, з якими Гафійка мала стосунки.
Комунівці проводять Раду праці.Основними темами стають підсобні підприємства і неетична поведінка Гафійки. Петро заздрить, що не йому дісталися перші Гафійчині любощі. Відбувається кухонна реформа, Петро переконаний — це шлях до руйнації комуни. Комунівці бунтують і вбивають комунара Павлюка. Дядько Юхим присягається, що колективізацію вони все ж таки проведуть.
Після смерті комунара, комунівська Рада виряджає Петра до музтехнікуму. Після інтеракції з Гафійкою і Тамарою, Петро зустрічає двох повій Катрю й Маньку і нковського. Манька краде комунівські гроші. Петро на межі самогубства, але повертається до комуни, де тракторна колона оре сокільські колективізовані ниви. 

## Персонажі
Головним героєм роману є сам автор, котрий бере на себе роль безпосреднього учасника подій або свідка, що фіксує події довкола. Д. Бузько полемізує у творі з критиками й теоретиками літератури, вдається до пардії шаблонних форм роману про село, таким чином критикуючи декого зі своїх колег-традиціоналістів.
Любовний трикутник, що властивий традиційному роману, також наявний у «Голяндії». Любовна історія у пролетарських творах допомагала «підкреслити ідеологічний антагонізм», таким чином отримуючи абсолютно нове функціональне навантаження. Таку роль вона виконує і в романі Д.Бузька: «Головний герой теж моделює сюжетну лінію, в якій відтворено почуття та стосунки між комунівцями Петром, Гафійкою та панночкою Тамарою. Оскільки, згідно із законами пролетарської літератури, в представників ворожих класів не може бути сердечних взаємин, то в моделі цієї сюжетної лінії Павло, побачивши «гниле» й «підступне» єство Тамари, розчаровується в ній. Персонажі, як і їх взаємини та конфлікти, не мають важливого значення у творі. Вони скопійовані зі сторінок пролетарських романів, де герої є тільки маріонетками. При чому в «Голяндії» Д.Бузько додав і образам, і конфліктам ще більшої штучності, схематизму. Перебільшуючи негативні риси пролетарської літератури, автор досягав пародійного ефекту».

## Стиль
Бузько неодноразово підкреслює свою любов до відкриття «власних стежок». Його стильові пошуки спрямовані радше на деструкцію усталених стильових форм, на літературний експеримент, ніж на «биті шляхи» створення роману. Письменник дотепно пародіює шаблонні і примітивні форми роману і, зокрема, деякі твори про село своїх колег-традиціоналістів, намагається довести неспроможність роману порушувати важливі соціально-економічні та філософські проблеми.
У «Голяндії» (поряд з претензійним штукарством) є чимало вартого уваги, передусім — численні гостропубліцистичні відступи-монологи. Сам автор вважав «Голяндію» «романом нової конструкції», а дослідник українського авангарду Шкандрій Мирослав називає текст другим недоступним твором відповідно після «Блакитного роману» Гната Михайличенка, адже роман Бузька «репрезентує крайній експеримент цього автора, демонструючи засоби авторської інтервенції із визивним відхиленням від актуальних питань».“Роман «Голяндія», таким чином, поповнює ряд тих літературних текстів, де автор стилізує себе як образ літератора, образ письменника»,— влучно підсумовує О. Капленко.

### Поняття трафаретності у романі
Автор намагається втримати цікавість читача за будь-яку ціну, досягти цього не так відображенням внутрішнього світу персонажів (що він робить вимушено), а описом їх дій. Автор говорить: «Тут я міг би, за літературним трафаретом, розвинути далі спогади мого вигадано го старого Зільбера, щоб таким способом змалювати його вдачу. Часу на це є досить. (…) Але я твердо затямив рецепт доброго роману: героєві вдачу треба показувати в дії, а не в спогадах».
«Бузько з не меншими підставами, ніж Майк Йогансен, міг би говорити про картонних персонажів, щоправда в «Голяндії» й ландшафти теж трафаретні. Історія комуни села Сокільчого — це радше привід поговорити про закони письменницького ремесла. Уявний ідеальний читач — чи не більш реальний і зримий персонаж, ніж трафаретні герої-комунари, про літературне походження яких прозаїк часом одверто попереджає», — вважає Віра Агеєва. Вчинки персонажів-маріонеток підпорядковані авторському задуму, вони є лише допоміжними фігурами на шаховому полі фабули, яке розгортає автор.

### Іронія та пародійні елементи
На початку XX ст. в українській літературі зароджуються дві течії авангарду: футуризм та конструктивний динамізм. Національний футуризм, що ґенетично пов’язаний із символізмом, був прихильним до художніх пошуків, іронії, пародіювання, виявив вороже ставлення до традиції, естетики, психологізму.
Авторське всесилля та мистецька сваволя часто набували своєї форми через засоби іронії, сатири, пародії чи дотепу. Це допомагало перенести художні колізії в масштаби театралізації та карнавалізації. Ці явища пов’язуються не тільки з настановою епатажності, а й із намаганням вловити метафізичний сенс життя, акцентуючи на його примітивності та суцільному хаосі. Пародія була пов'язана з деструкцією, а уведення в текст пародійного елементу стало виявом художнього експерименту. 
Селяни зображені у вкрай непривабливих фарбах, їх ворожу натуру іронічно підкреслено за допомогою портретних характеристик: так старий Клименко схожий на «нічного хижака» вовка, а Трохимчик – на люте чорне цуценя.
У подібних творах образи персонажів шляхом іронічних міркувань позбавлялися індивідуальних рис, а натомість наділялися типовими рисами типового представника окремого класу. Автор вдається до пропаганди легких, читабельних, доступних широким масам художніх текстів й виступає проти важкої для сприйняття та нецікавої пролетарської літератури. Бузько іронічно зауважує: «Погані тепер письменники пішли. Не вміють так писати, щоб Тамари могли їх читати…».
Письменник торкається питання свободи творчості та індивідуального мистецького самовияву, вдається до пародіювання характерних для української пролетарської літератури 20-30х рр. мотивів та сюжетних конструкцій, іронізує над їх штучністю та схематичністю. Новоутверджуваним пролетарським шаблонам протиставляє мистецьку техніку «лівої» прози.

## Поняття лівої прози
Бузько підтримує ті прояви новаторства, що їх пропагували представники «лівої прози»: динамізування сюжету, введення інтригуючих та несподіваних сюжетних конструкцій. Так, Олександр Полторацький зауважив, що літературі треба «відійти від старих орнаментальних метод літературного мистецтва і винайти нові літературні норми, що спираються перш за все на порівняно чіткішу установку на сюжет і, переважно, на сюжет».
У «Голяндії» письменник показує низку перипетій, пригод персонажів, створює динамічну взаємодію сюжетних ліній. Він також зауважив: «Там, де в житті все робиться просто, по-доброму, митець так наплутає, що читач зовсім про життєву правду забуде й жадібно стежить за творчим мереживом».
Юрій Данькевич відзначає: «Композиція «лівого» роману, як правило, складалася із кількох новел. Це давало змогу письменнику охопити та всебічно олітературити будь-який факт із тодішньої реалії». Ніна Бернадська наголошує, що автори «лівого» роману прагнули зруйнувати «не традицію як таку, а її мертві, закостенілі форми» роману.

## Критика роману

### «Читач-рецензент»
Критика 1920-1930-х рр. розглядала роман з вузько утилітарних позицій. Його тему було потрактовано як зображення суспільних процесів тогочасної дійсності. Так, редактори журналу «Читач-рецензент» зазначили, що в «Голяндії» Д.Бузько змалював життя комуни і підкреслив «її роль в процесі перебудови села». Автори розвідки вважали, що письменник порушив і різного роду побутові проблеми, «починаючи від проблеми громадського харчування до проблеми заміжжя в комуні». «Але, – як зазначено в публікації, – цікаві проблеми роману подані в такій тяжкій і для непідготовленого читача абсолютно незрозумілій формі, що призводять до різних вражінь від твору» 

### Літературознавча критика XX століття
Співзвучними з міркуваннями попередніх авторів у розумінні змісту «Голяндії» є спостереження М.Чехового, котрий теж виділив у творі «тему колективізації», відзначив штучність її трактування письменником. В інтерпретуванні цієї теми у романі Д.Бузька дослідник не побачив новаторства. Дещо ширший і ґрунтовніший аналіз тематики й проблематики роману подало літературознавство 1960-1980-х рр., хоча й тут відчутна тенденційність. Зокрема, М.Левченко зазначив, що в «Голяндії» «робиться спроба показати побут сільськогосподарських комун, які виникають у перші пожовтневі роки». При цьому, на думку дослідника, «радянське село» у творі — «це лише фон для змалювання заяложених ситуацій бульварної романістики».
У літературознавстві 1960-х рр. спостерігаємо й спроби застосування нового підходу до прочитання проблематики роману. Так, у передмові до збірки оповідань Д.Бузька «На світанку» С.Крижанівський слушно зазначив, що в «Голяндії» автор вирішує «скоріше проблеми літературної техніки, ніж колективного господарювання». Такої ж точки зору дотримувалася З.Голубєва, котра наголосила на пародійності твору та підкреслила, що основою «сюжету роману зовсім не є зображення комуни». «Твір Д.Бузька, – на її думку, – пародія на літературні твори з сільського життя, одноманітні й нудні, як за змістом, так і за формою». Дослідниця зауважила, що письменник «висміює шаблонні, примітивні форми побудови соціального роману, які побутували в українській романістиці 20-х років».
Близькими до попередніх є й міркування Л.Бойка про те, що письменник у творі «полемізує» з літературними критиками й теоретиками літератури, «дотепно пародіює шаблонні й примітивні форми роману». Науковець також зауважив, що митець намагається довести неспроможність цього жанру «порушувати важливі соціально-економічні та філософські проблеми». Однак, на нашу думку, письменник виступає не проти недосконалості роману як жанру, а проти спрощеного підходу тогочасної літератури, і зокрема роману, до осмислення дійсності, проти нав’язування роману схем відтворення життя

### Сучасні дослідження
Пародійність «Голяндії» відзначають і сучасні літературознавці (О.Журенко, Н.Бернадська). Новий аспект в інтерпретації цієї ознаки твору спостерігаємо в дослідженні О.Журенко «Модерні тенденції української романістики 20-х рр. XX ст.», де дослідниця визначає «Голяндію» як «експериментальну пародію» й наголошує, що центральними в ній «є вправи футуриста у галузі форми, які мали довести «застарілість» класичного роману».
Н.Бернадська вважає, що у своєму творі Д.Бузько пародіює «типову для української прози того часу тему колективізації». На її думку, «Голяндія» може служити «путівником з теорії» роману «в плані його висміювання, глузування над штампами». У трактуванні тематики роману міркування вчених є неоднозначними.

## Видання
- Бузько Д. Голяндія: роман. – Харків: Книгоспілка, 1930. – 205 c.
- Бузько, Д. Чайка. Голяндія. – К.: Дніпро, 1991.